# Rubens maskinhistoriska samlingar

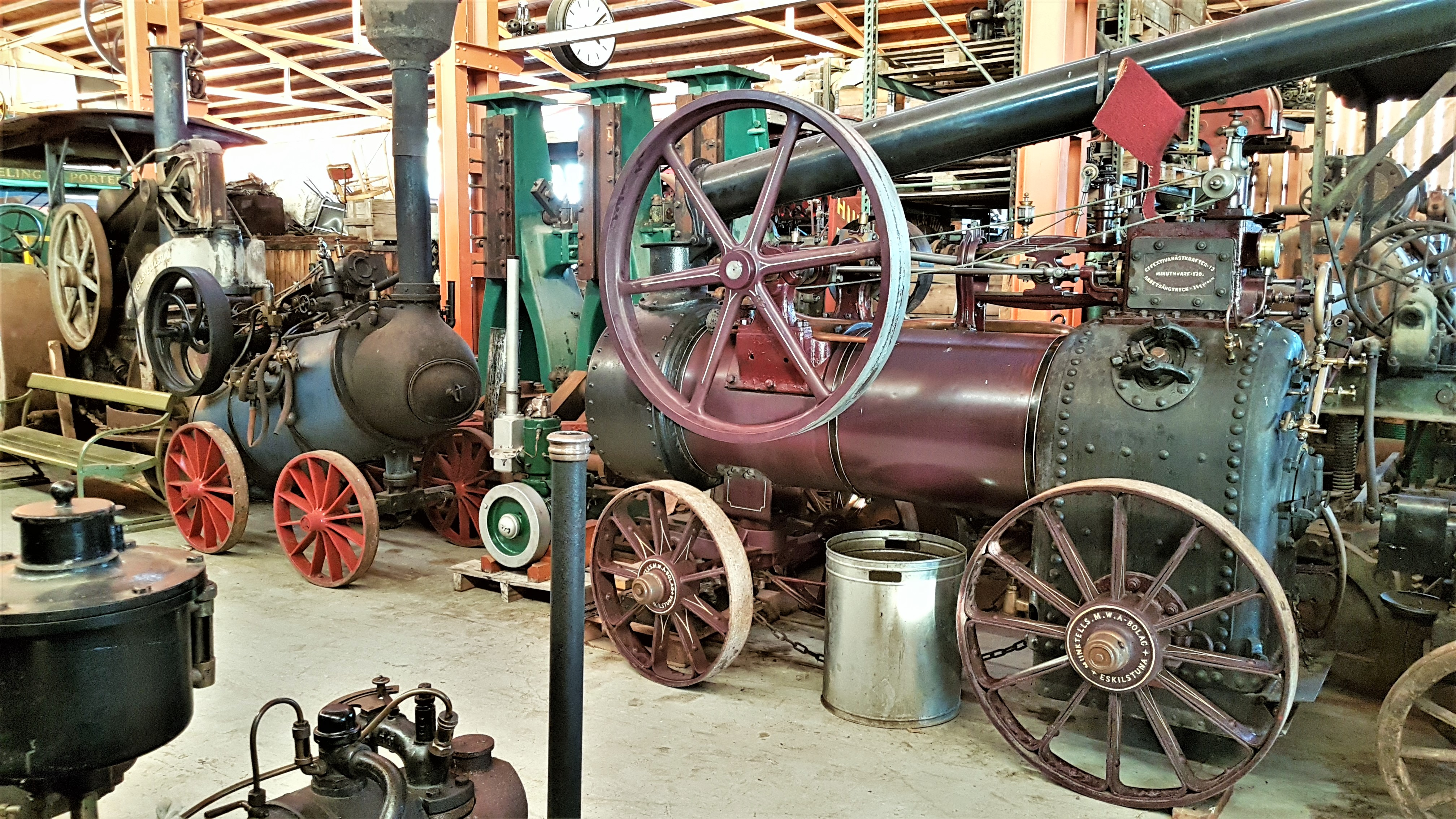
Två lokomobiler

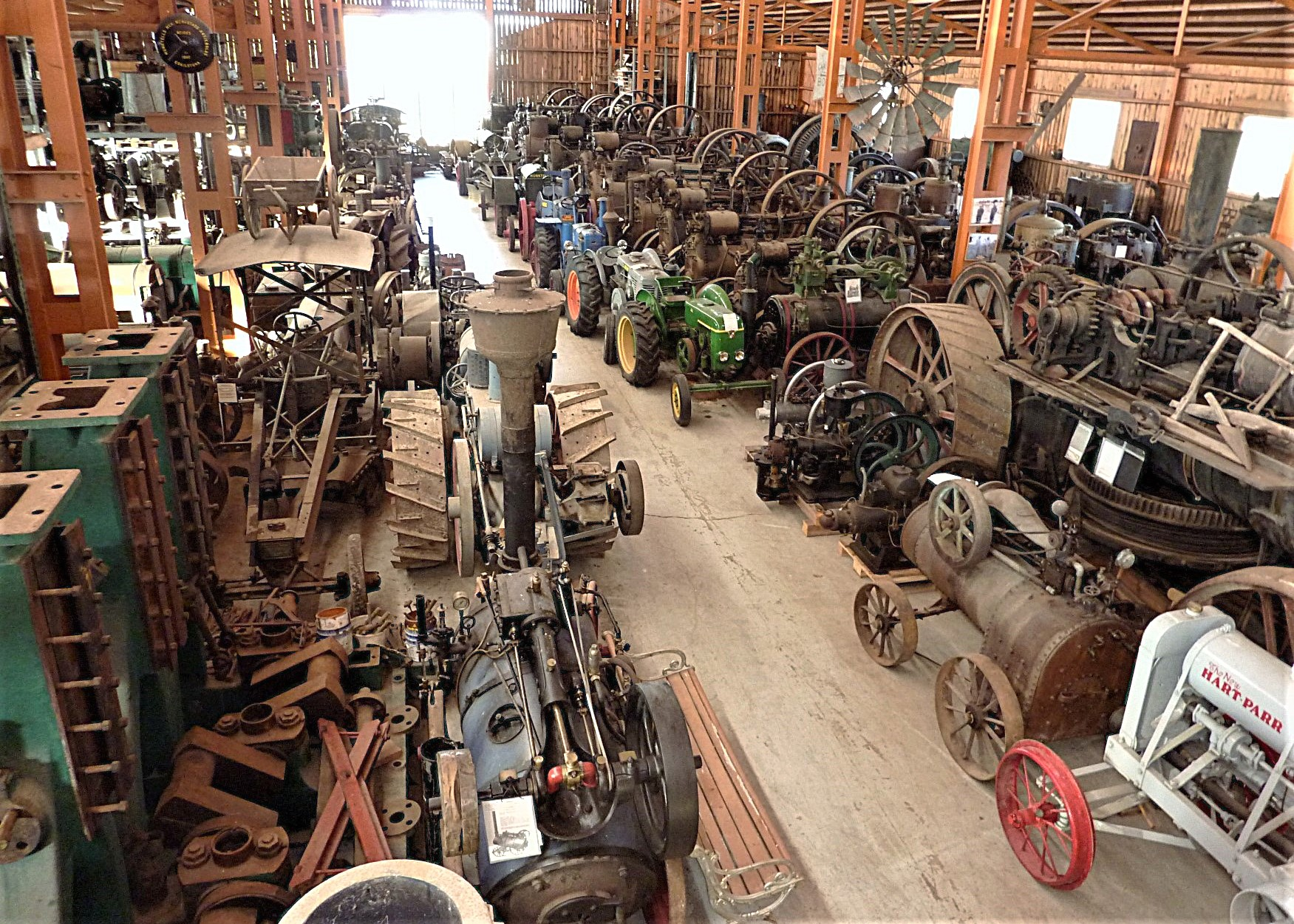
Stora hallen

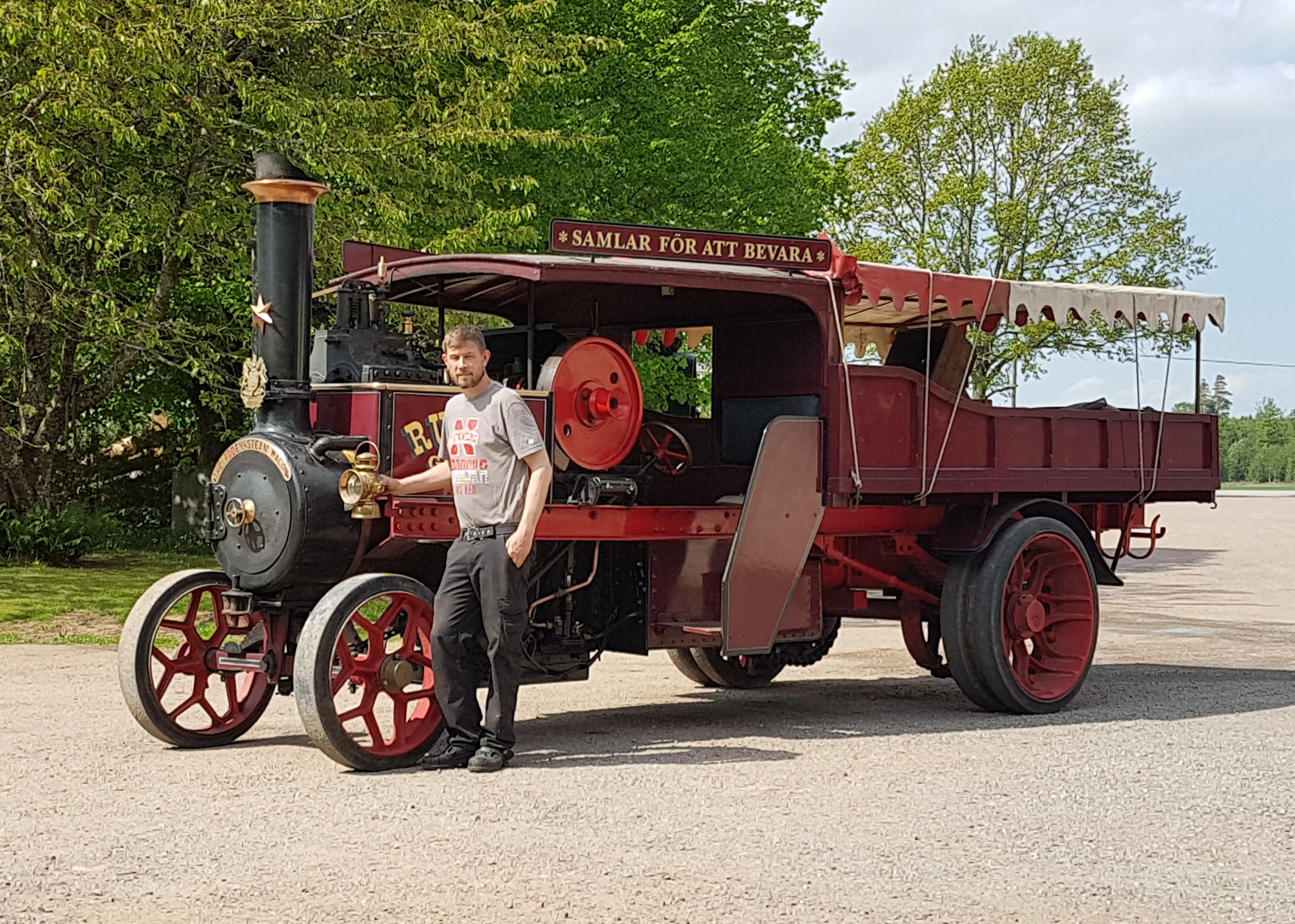
1907 års Foden ånglastbil

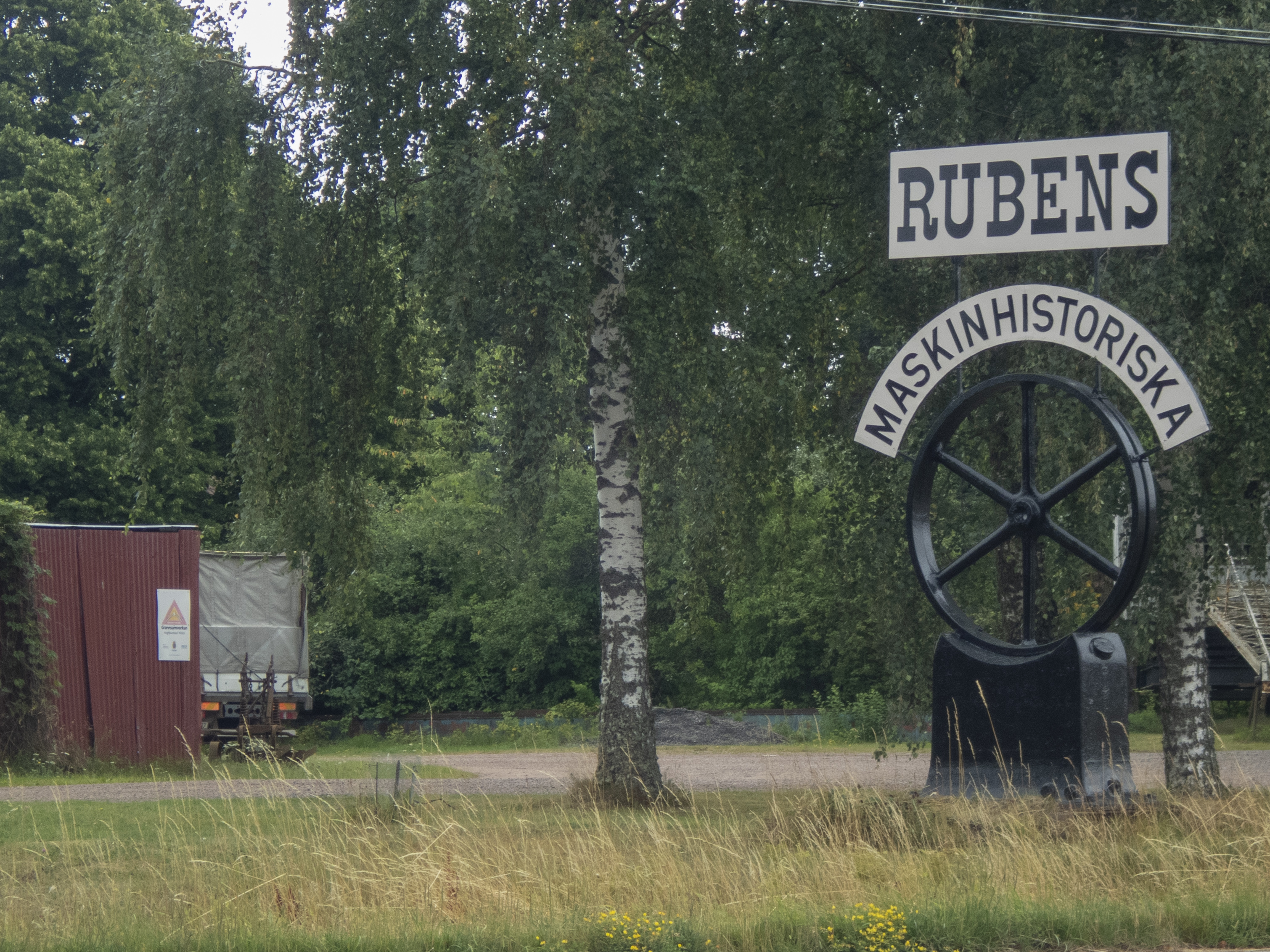
Rubens maskinhistoriska samlingar

Rubens Maskinhistoriska Samlingar är ett museum i Götene kommun i Västergötland.
Museet har en omfattande samling av historiskt intressanta kraftproducerande maskiner och arbetsmaskiner från tidsperioden 1860-1960, huvudsakligen av olika typer av ångmaskiner, förbränningsmotorer, veterantraktorer och arbetsmaskiner relaterade till industri, lantbruk och entreprenad.
Museet är öppet för allmänheten efter överenskommelse.
Den 6 juni 2018 tilldelades museet genom Tore Blom  H.M. Konungens medalj i 5:e storleken i högblått band. Medaljen delades ut vid en ceremoni på Drottningholms slott den 12 juni. I motiveringen stod “Hans Majestät Konungen har behagat förläna Eder Sin medalj i 5:e storleken i högblått band för förtjänstfulla insatser rörande svensk teknik- och industrihistoria”.

## Historik
Grundaren var verktygsarbetaren Ruben Blom, som på nostalgiska grunder bevarade ett antal ångmaskiner och tändkulemotorer under 1960-talet. Samlingarna växte i takt med sakkunskapen och insikten om maskinernas roll och betydelse för samhällsutvecklingen. Samlandet utvecklades till en livsstil för Ruben Blom och engagerade hela hans familj. Arbetet fortskrider nu i andra och tredje generationen.  
Sedan 1981 är verksamheten, som bedrivs i privat regi, tillgänglig för allmänheten.
Verksamhetens målsättning är att samla för att bevara, visa och roa.

## Samlingens omfattning
- Ångmaskiner för fartyg och för stationärt bruk, samt lokomobiler, ångplogslokomobiler, ånglastbilar och ångsprutor
- Förbränningsmotorer, företrädesvis tändkulemotorer] och fotogenmotorer från 1890 och framåt.
- Veterantraktorer med början från 1910-talet.
- Entreprenadmaskiner, som ångvältar och väghyvlar.
- Arbetsmaskiner och redskap, som stenkrossar, tröskverk och träullshyvlar
- Verkstadsmaskiner, som svarvar, fräsar och bordhyvel.